# Allanblackia staneriana
Allanblackia staneriana är en tvåhjärtbladig växtart som beskrevs av Arthur Wallis Exell och Mendonca. Allanblackia staneriana ingår i släktet Allanblackia och familjen Clusiaceae. Inga underarter finns listade i Catalogue of Life.